# Thysanopyga divisaria
Thysanopyga divisaria là một loài bướm đêm trong họ Geometridae.